# Standaard Encyclopedie
De Standaard Encyclopedie was een Nederlandstalige algemene encyclopedie in kleurendruk die uitgegeven werd in wekelijkse afleveringen tussen 1969 en 1974. Op het voorblad werd vermeld "panorama der wereld in kleur". Uitgevers waren Standaard Uitgeverij in Antwerpen en Uitgeverij Het Spectrum in Utrecht. De encyclopedie bestond uiteindelijk uit 14 delen met twee aanvullingsdelen in 1974 en 1981.